# Jamaicastes
Jamaicastes är ett släkte av insekter. Jamaicastes ingår i familjen lyktstritar.
Kladogram enligt Catalogue of Life:
| Jamaicastes | \| \| Jamaicastes baroni \| \| \| \| \| \| Jamaicastes basistella \| \| \| \| \| \| Jamaicastes steinbachi \| \| \| \| |
|             | \| \| Jamaicastes baroni \| \| \| \| \| \| Jamaicastes basistella \| \| \| \| \| \| Jamaicastes steinbachi \| \| \| \| |
|             | Jamaicastes baroni |
|             | |
|             | Jamaicastes basistella                                                                                                 |
|             | |
|             | Jamaicastes steinbachi                                                                                                 |
|             | |